# Plzeňské Předměstí (Rokycany)
Plzeňské Předměstí je část okresního města Rokycany v Plzeňském kraji. Nachází se na západě Rokycan. Od Nového Města jej odděluje v jižní části Jeřabinová ulice, západní část ulice Boženy Němcové a Rakovský potok, v severní části ulice Pod kostelem a Soukenická, řeka Klabava a Husovy sady. Plzeňské Předměstí leží v katastrálním území Rokycany o výměře 28,8 km². Nachází se tu několik městských čtvrtí, převážně s individuální výstavbou jako Rašínov nebo Za Rakováčkem. Severním okrajem městské části protéká řeka Klabava, na které se nachází vodní nádrž Klabava.

## Obyvatelstvo
| Rok            | 1869 | 1880 | 1890 | 1900  | 1910  | 1921 | 1930  | 1950 | 1961 | 1970  | 1980  | 1991  | 2001  | 2011  | 2021  |
| -------------- | ---- | ---- | ---- | ----- | ----- | ---- | ----- | ---- | ---- | ----- | ----- | ----- | ----- | ----- | ----- |
| Počet obyvatel | 0    | 0    | 786  | 1 268 | 1 364 | 0    | 2 245 | 0    | 0    | 3 141 | 2 939 | 3 251 | 3 396 | 3 486 | 3 359 |
| Počet domů     | 0    | 0    | 71   | 102   | 115   | 136  | 309   | 0    | 0    | 675   | 712   | 863   | 912   | 964   | 986   |

## Obecní správa
Při sčítání lidu v letech 1900–1910 Plzeňské Předměstí bylo osadou města Rokycany ve stejnojmenném okrese. V následujícím období byla osada úředně zrušena a jako část města Rokycany byla obnovena 1. července 1979.

## Další fotografie

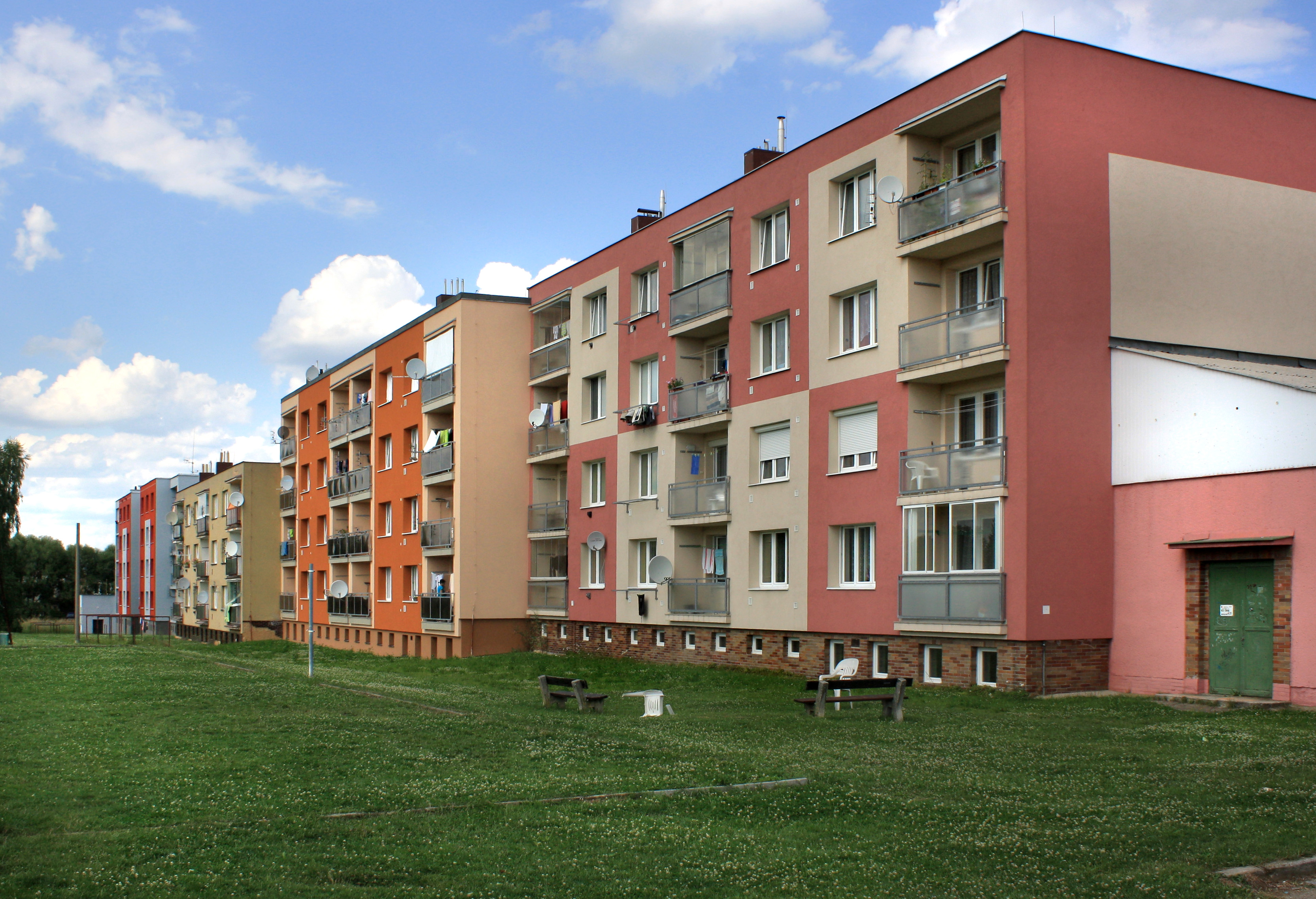
Sídliště v Polní ulici
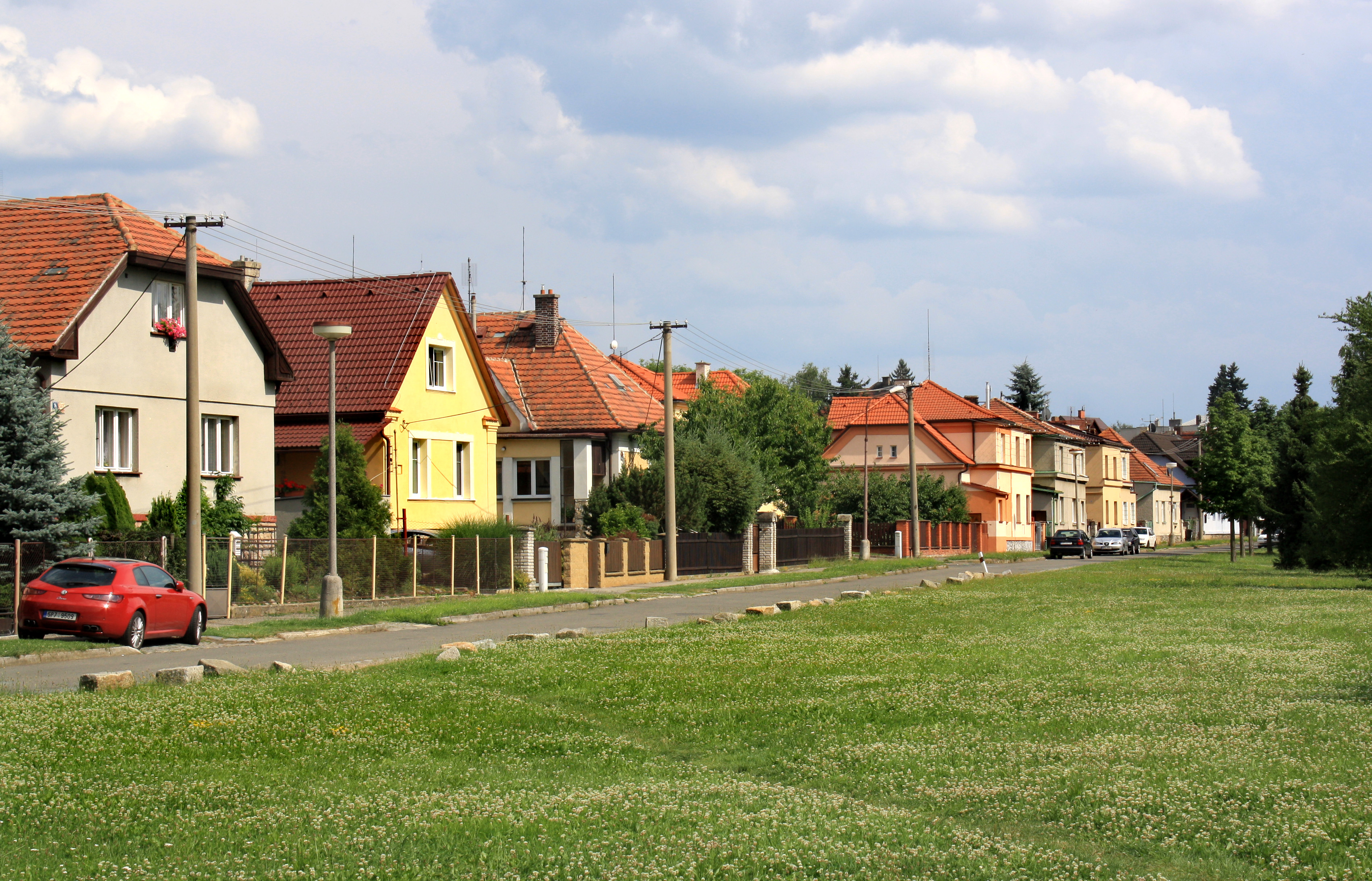
Prvorepubliková zástavba ve Šťáhlavské ulici na Rašínově
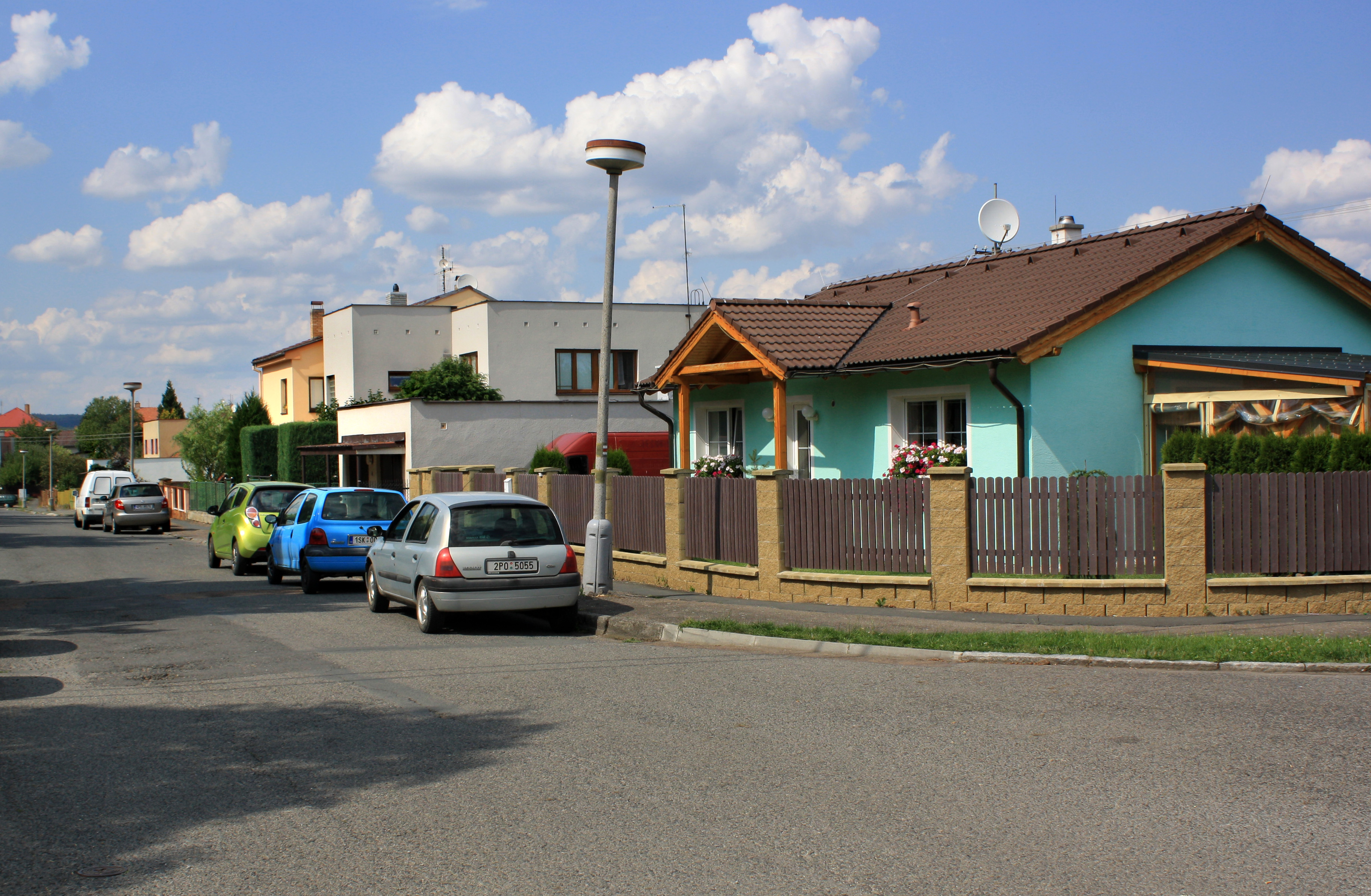
Polní ulice